# حميد بن عبد العزيز النعيمي
حميد بن عبد العزيز النعيمي، الحاكم الثامن لإمارة عجمان، إحدى إمارات الساحل المتصالح التي تشكل اليوم الإمارات العربية المتحدة، حكم من 1910-1928. تميز حكمه بالصراع المستمر مع آل البوشامس وشيخهم عبد الرحمن بن محمد الشامسي.

## حياته
كان حميد بن عبد العزيز مسافراً إلى مسقط عندما تلقى نبأ وفاة والده في محاولة انقلابية، فسارع عائداً إلى عجمان لترسيخ موقعه كحاكم قادم للإمارة، مما اضطر قائد الانقلاب ابن عمه محمد بن راشد آل مكتوم النعيمي، ليهرب للنجاة بحياته.
كان أحد أول تصرفات حميد بمجرد أن أثبت نفسه هو الرد على رسالة متعجرفة من المقيم البريطاني إلى جميع مشايخ الساحل المتصالح، يحذرهم فيها من القيام بأي تنازل عن اللؤلؤ أو الإسفنج مع أي وكيل أجنبي. فقال حميد: لقد أطعنا أمرك، وإن شاء الله لن نفعل شيئًا يخالف رأيك. لقد كان شعورًا لن يدوم.

## الاستيلاء على حصن عجمان

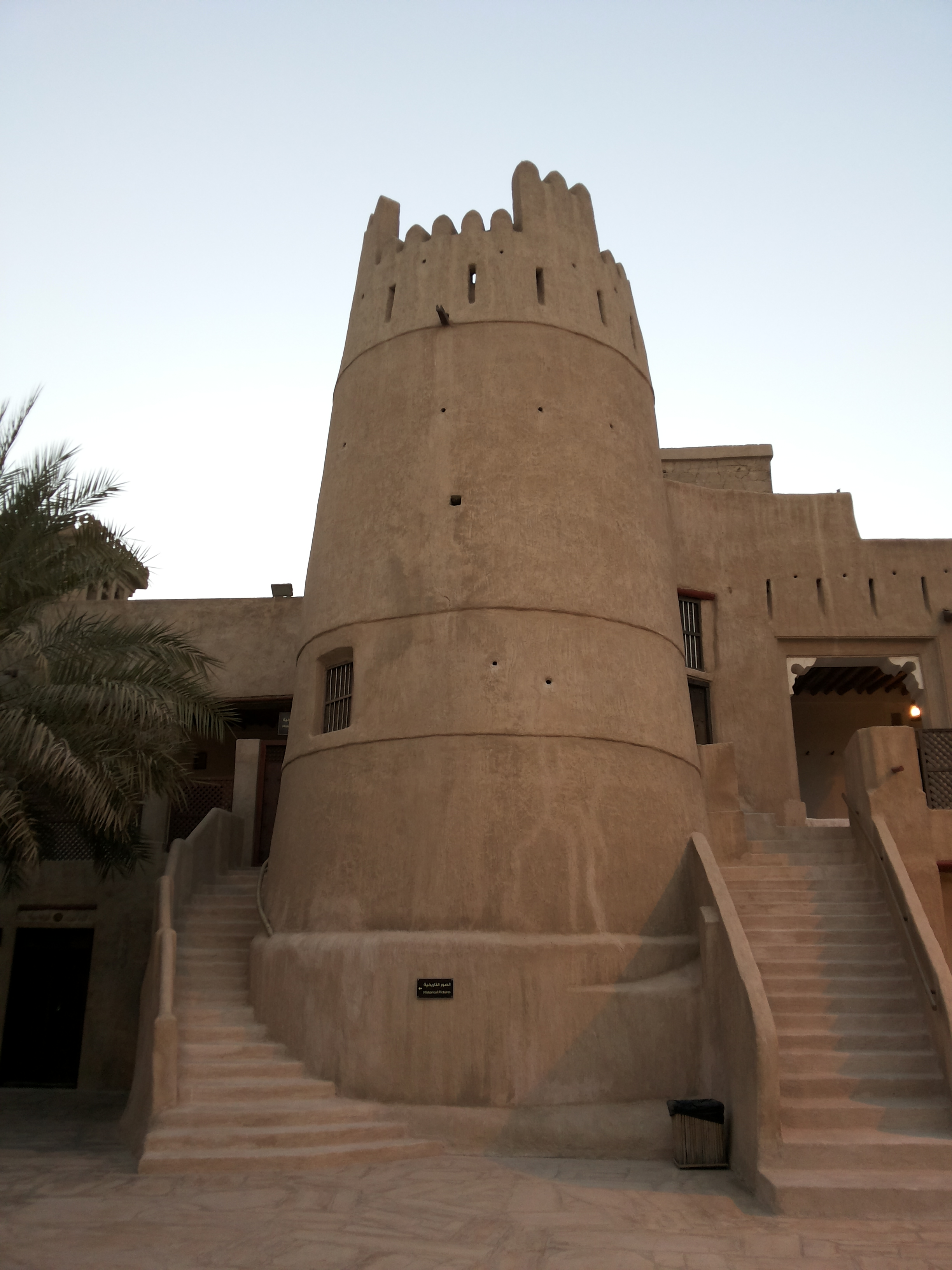
قلعة عجمان

في يونيو 1920، زعيم قبيلة النعيمي آل بو شميس (التي نزحت منها النعيمي آل بو خريبان في الأصل عندما استقروا في عجمان لأول مرة في عام 1816)، عبد الرحمن بن محمد آل الشامسي من الحيرة، استولى على حصن عجمان ولم يزال إلا بعد شفاعة وكيل المقيمية البريطانية.
خالد بن أحمد القاسمي من الشارقة حشد قوة مع حميد بن عبد العزيز وهاجموا عبد الرحمن في الحيرة. مرة أخرى، تدخل البريطانيون وتوصل إلى اتفاق يعترف بعبد الرحمن كأحد رعايا خالد ويلزمه بعدم التسبب في المزيد من المتاعب.
وكانت الحيرة في ذلك الوقت قرية ساحلية كبيرة لصيد اللؤلؤ تضم حوالي 250 منزلاً. حصل عبد الرحمن على وعد بالمرور الآمن من قبل وكيل الإقامة البريطاني لأنه مدين بالمال لعدد من الرعايا البريطانيين ولكن حميد بن عبد العزيز منعه من العودة إلى الحيرة. بعد قضاء بعض الوقت في رؤوس الجبال (في عُمان) والخان (جنوب الشارقة)، سُمح لعبد الرحمن بالعودة إلى الحيرة من قبل حاكم الشارقة عام 1921 في مستوطنة جزئيًا على الأقل. يفرضه وجود السفينة البريطانية ثالوث تحت قيادة الكابتن جون بيرسون. أزعج هذا الأمر حميد بن عبد العزيز الذي لم يكسب منه شيئًا.

## العلاقة البريطانية
منزعجًا من وساطتهم المستمرة في قضية الحيرة، تحدى حميد البريطانيين في مسألة شهادة الإعتاق التي زُعم أنه مزقها. رفض الصعود على متن سفينة بريطانية للقاء المقيم ورفض أيضًا دفع غرامة قدرها 1000 روبية مفروضة عليه، وهدد أخيرًا بالقصف بالسفن الحربية كانوا في الخارج في ذلك الوقت. وأشار حميد للبريطانيين إلى أن الأمر "سيكون الأسوأ بالنسبة لهم" إذا تجرأوا على قصف حصنه وبدأوا بإطلاق النار. مع تدمير أحد أبراج الحصن بالكامل وانهيار برج آخر تحت نيران المدافع، دفع حميد الغرامة.
في أوائل عام 1922، وقع حميد، جنبًا إلى جنب مع مشايخ الساحل المتصالح الآخرين، اتفاقية مع البريطانيين تقضي بمنح أي امتيازات نفطية فقط لمن تعينه الحكومة البريطانية. ومع ذلك، لم يتم التوقيع على مثل هذا الامتياز خلال فترة حكمه.

## انقلاب في الشارقة
في يناير 1924، خطط حميد وخالد بن أحمد لهجوم آخر على الحيرة وحاصرت قوات من الشارقة الحيرة. كان حميد ملتزمًا بعدم المشاركة في الإجراء الذي قام به وكيل الإقامة البريطاني وعقدت هدنة. أُجبر عبد الرحمن على النفي، لينضم إلى صهره المحروم، سلطان الثاني بن صقر القاسمي، في دبي. ومع ذلك، كانت هذه الحركة الأخيرة ضد الحيرة أكثر من قدرة أهل الشارقة، فطالبوا سلطان بن صقر بالعودة وعزل خالد بن أحمد، وهو ما فعلوه، واستولوا على الشارقة بعد معركة استمرت 11 يومًا في نوفمبر 1924. وهذا يضمن أن عدو حميد العنيد عبد الرحمن أصبح الآن متحالفًا مع حاكم الشارقة القوي.
كان حميد سعيدًا عندما قرر البريطانيون، في عام 1926، نفي عبد الرحمن من الحيرة إلى عدن لمدة أربع سنوات. وفي الواقع، سُمح له بالعودة مبكراً ولكن بعد فوات الأوان بالنسبة لحميد الذي توفي عام 1928، وخلفه الشيخ راشد الثالث بن حميد النعيمي.